# Oberea shirakii
Oberea shirakii là một loài bọ cánh cứng trong họ Cerambycidae.